# Cândido Antunes de Oliveira
Antônio Cândido Antunes de Oliveira, barão e visconde de Mecejana (Aracati, c. 1825 — Paris, 28 de dezembro de 1891) foi um fazendeiro e militar brasileiro.

## Biografia
Era comerciante e oficial da Guarda Nacional. Eram seus irmãos o cônego José Antunes de Oliveira e Joaquim Antunes de Oliveira, o qual foi seu sócio. Joaquim Antunes era sogro de Miguel Joaquim de Almeida Castro.
Casou-se com Colomba Maria Vidal de Oliveira, que, embora nascida em Portugal, pertencia à família Ponce de Leão da Bahia. Teve uma filha: Maria Cristina Antunes de Carvalho e Silva, casada com o Irineu Brasiliano de Carvalho e Silva, médico, irmão do Barão de Serra Branca, que foi de grande utilidade durante a epidemia de cólera-morbo ocorrida em Aracati, em 1862. Todavia, tanto o Dr. Irineu quanto Maria Cristina faleceram vítimas da epidemia de varíola que assolou a cidade anos depois, ele, em 10 de agosto de 1877, e ela, em 31 de janeiro de 1878. Depois destes tristes acontecimentos, o barão mudou-se para Recife, Pernambuco.
Durante a Guerra do Paraguai fez diversas doações ao governo, sendo prática comum oferecer recompensas em dinheiro àqueles que se apresentassem como voluntários para ir à guerra. Foi condecorado cavaleiro da Imperial Ordem da Rosa em agosto de 1866 por estes esforços. Também foi oficial e depois dignitário da dita ordem.
Foi agraciado visconde em 25 de julho de 1885, o título se refere à povoação que se formou em torno do rio homônimo.
Faleceu devido a uma gastroenterite, aos 66 anos, em Paris, França, onde se encontrava a passeio. Seu corpo foi trazido para o Brasil e sepultado no Cemitério de Santo Amaro, em Recife, em 11 de abril de 1892. Seu túmulo é considerado um dos mais belos